# Selsey
Selsey est une ville côtière du Sussex de l'Ouest, en Angleterre. Située à l'extrémité de la péninsule de Manhood, à une dizaine de kilomètres au sud de la ville de Chichester, elle comptait 10 737 habitants au recensement de 2011.

## Histoire
L'emplacement est occupé depuis le Paléolithique. Après l'arrivée des Anglo-Saxons, Selsey devient une ville importante du royaume du Sussex ; d'après la légende, son fondateur Ælle aurait débarqué non loin de Selsey Bill en 477. L'abbaye de Selsey est le siège de l'évêché des Saxons du Sud du début du VIIIe siècle jusqu'en 1075, date à laquelle le siège est transféré à Chichester. Dans le Domesday Book, son nom figure sous la forme Seleisi.